# Aspitates insignis
Aspitates insignis là một loài bướm đêm trong họ Geometridae.